# In My Eyes (gruppo musicale)
Gli In My Eyes sono stati un gruppo hardcore punk straight edge appartenente alla scena di Boston, tra i principali esponenti del revival youth crew del 1997, insieme a Ten Yard Fight, Bane, The Trust, Fastbreak e Floorpunch. La band prendeva il suo nome dall'omonima canzone dei Minor Threat.

## Formazione
- 'Sweet'Pete Maher - voce
- Neal St. Clair - chitarra
- Anthony Pappalardo - chitarra
- Damian Genuardi - basso
- Luke Garro - batteria

## Discografia
- 1998 - The Difference Between - (Revelation Records)
- 2000 - Nothing to Hide - (Revelation Records)